# Giovanni Curcuas
Giovanni Curcuas (in greco antico: Ιωάννης Κουρκούας?, Kourkouas o Kurkuas; prima del 900 – dopo il 946) è stato un generale bizantino.
Considerato uno dei più grandi generali bizantini, i suoi successi nelle battaglie contro gli stati musulmani in Oriente rappresentarono una svolta nelle centenarie guerre arabo-bizantine e diedero inizio all'"Età delle conquiste" del X secolo di Bisanzio.
Curcuas apparteneva a una famiglia di origini armene che generò anche altri notevoli generali bizantini. Inizialmente comandante di un reggimento di guardie del corpo imperiali, Curcuas fu tra i principali sostenitori dell'imperatore bizantino Romano I Lecapeno (r. 920-944) e ne favorì l'ascesa al trono. Nel 923, come ricompensa, Curcuas fu nominato comandante supremo delle armate bizantine sul fronte orientale, trovandosi a fronteggiare il Califfato abbaside e gli emirati di frontiera musulmani semiautonomi. Mantenne la carica per più di un ventennio, conseguendo dei decisivi successi militari bizantini che alterarono l'equilibrio strategico nella regione.
Nel corso del IX secolo, Bisanzio aveva gradualmente recuperato forze e stabilità interna mentre il Califfato aveva cominciato gradualmente a disgregarsi. Sotto la conduzione di Curcuas, le armate bizantine avanzarono in profondità in territorio musulmano per la prima volta in quasi 200 anni, avviando una politica espansionistica che portò alla conquista degli emirati di Melitene e di Qaliqala, estendendo il controllo bizantino sull'Eufrate settentrionale e sull'Armenia occidentale. I rimanenti principi iberici e armeni divennero vassalli bizantini. Curcuas inoltre contribuì alla vittoria sugli invasori Rus' che avevano minacciato la stessa Costantinopoli nel 941 e recuperò il Mandylion di Edessa, una importante reliquia religiosa raffigurante per i fedeli il volto di Gesù Cristo. Fu destituito nel 944 a causa delle macchinazioni dei figli di Romano Lecapeno ma recuperò il favore dell'imperatore Costantino VII (r. 913-959), servendo come ambasciatore imperiale nel 946. La sua sorte successiva è ignota.

## Biografia

### Gioventù e inizi di carriera
Giovanni apparteneva alla famiglia armena dei Curcuas o Kourkouas—una ellenizzazione del loro cognome originario, Gurgen (in armeno: Գուրգեն) —che era emersa ponendosi al servizio dei Bizantini nel corso del IX secolo ed era divenuta una delle grandi famiglie della aristocrazia militare proprietaria terriera anatolica (i cosiddetti "dynatoi"). Il nonno omonimo di Giovanni era stato comandante del reggimento di élite (tagma) degli Hikanatoi sotto il regno di Basilio I (r. 867-886); il fratello di Giovanni, Teofilo, divenne un generale di successo, come lo stesso figlio di Giovanni, Romano, e il suo pronipote, Giovanni Zimisce.

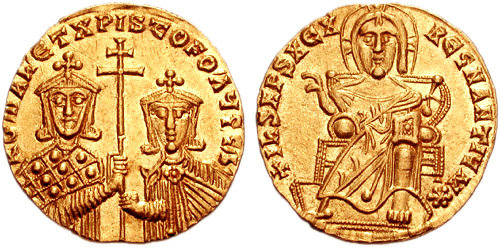
Moneta d'oro (solidus) di Romano I Lecapeno, che lo raffigura insieme al figlio maggiore (e co-imperatore a partire dal 921), Cristoforo.

Poco è noto della gioventù di Giovanni. Suo padre era un ufficiale benestante del palazzo imperiale. Lo stesso Giovanni era nato a Dokeia (odierna Tokat), nella regione di Darbidos nel Thema Armeniaco, e fu istruito da un parente, il vescovo di Gangra Cristoforo. Verso la fine della reggenza di Zoe Carbonopsina (914–919) in nome del figlio in minore età Costantino VII (r. 913-959), Curcuas fu nominato comandante del reggimento a guardia del palazzo dei Vigla, probabilmente mediante gli intrighi del connazionale ammiraglio armeno Romano Lecapeno che intendeva servirsene per impadronirsi del trono. In questo ruolo, arrestò alcuni alti funzionari che si opponevano alla presa del potere da parte di Lecapeno, preparando la strada per la nomina di quest'ultimo a reggente in luogo di Zoe nel 919. Lecapeno acquisì progressivamente sempre più potere finché fu incoronato imperatore nel dicembre 920. Per ricompensarlo per il suo appoggio, intorno al 923, Romano Lecapeno promosse Curcuas al grado di Domestico delle Scholae, di fatto nominandolo comandante supremo di tutte le armate imperiali in Anatolia. Secondo la cronaca di Teofane Continuato, Curcuas detenne la carica per ben 22 anni e sette mesi, una durata senza precedenti.
A quell'epoca, e in seguito alla disfatta nella Battaglia di Acheloos nel 917, i Bizantini erano impegnati prevalentemente nei Balcani in un conflitto duraturo contro la Bulgaria. Comunque il primo incarico di Curcuas come Domestico d'Oriente fu la repressione della rivolta di Bardas Boilas, il governatore (strategos) del thema di Chaldia, una regione strategicamente importante sulla frontiera anatolica nordorientale dell'Impero. Dopo tale repressione suo fratello, Teofilo Curcuas, sostituì Boilas come governatore della Chaldia. In qualità di comandante del settore più settentrionale della frontiera orientale, Teofilo si rivelò un militare competente e assistette validamente il fratello nel corso delle sue campagne militari.

### Prima sottomissione di Melitene e campagne in Armenia
In seguito alle conquiste islamiche del VII secolo, il conflitto arabo-bizantino era stato caratterizzato da frequenti incursioni e controincursioni lungo un confine relativamente stabile corrispondente approssimativamente alle catene montuose del Tauro e Anti-Tauro. Fino agli anni sessanta del IX secolo, i superiori eserciti musulmani avevano costretto i Bizantini sulla difensiva. Solo a partire dal 863, con la vittoria nella Battaglia di Lalakaon, i Bizantini riuscirono gradualmente a guadagnare terreno sui Musulmani, sferrando incursioni sempre più in profondità in Siria e Giazira e annettendo lo stato pauliciano incentrato su Tephrike (odierna Divriği). Inoltre, secondo lo storico Mark Whittow, "by 912 the Arabs had been pinned back behind the Taurus and Anti-Taurus" ("entro il 912 gli Arabi erano stati relegati al di là del Tauro e Anti-Tauro"), incoraggiando gli Armeni a cambiare schieramento defezionando al Califfato abbaside per passare al servizio dell'impero in numero sempre maggiore. La ripresa dei Bizantini fu inoltre agevolata dal declino progressivo dello stesso Califfato abbaside, soprattutto sotto al-Muqtadir (r. 908-932), a causa delle numerose rivolte che il governo centrale dovette fronteggiare. Nei territori periferici del Califfato, l'indebolimento dell'autorità del governo centrale favorì l'ascesa di dinastie locali semiautonome. Inoltre, dopo la morte dello zar bulgaro Simeone nel 927, la stipula di un trattato di pace con i Bulgari permise all'Impero di concentrare le proprie risorse in Oriente.
Entro il 925, Romano Lecapeno si sentì sufficientemente potente da richiedere il pagamento di tributi alle città musulmane sul versante occidentale dell'Eufrate. Al loro rifiuto, nel 926, Curcuas condusse l'esercito oltre il confine. Assistito dal fratello Teofilo e da un contingente armeno sotto il comando dello strategos di Lykandos, Mleh (Melias nelle fonti greche), Curcuas scelse come obiettivo militare Melitene (odierna Malatya), capitale di un emirato che in passato era stata una spina nel fianco per Bisanzio. L'esercito bizantino espugnò vittoriosamente la parte inferiore della città, anche se la cittadella continuò a resistere, e Curcuas concluse un trattato con il quale l'emiro accettò di diventare tributario di Bisanzio.

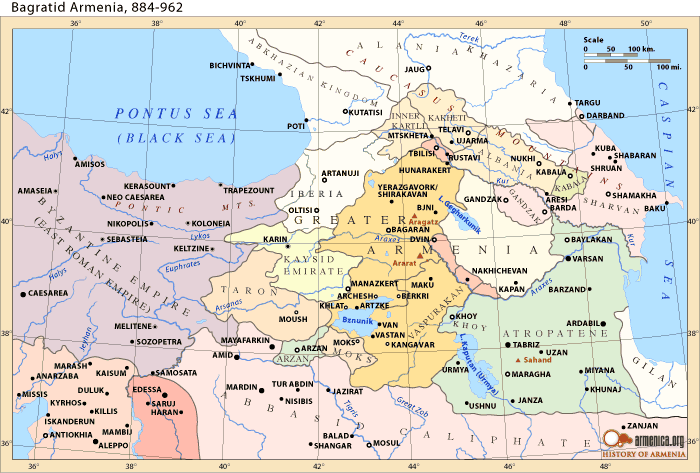
Mappa dell'Armenia e degli stati caucasici a metà del X secolo.

Nel 927–928 Curcuas sferrò una incursione imponente nell'Armenia controllata dagli Arabi. Dopo aver espugnato Samosata (odierna Samsat), importante fortezza sull'Eufrate, i Bizantini avanzarono fino alla capitale armena Dvin. Una controffensiva araba, tuttavia, li costrinse a evacuare Samosata dopo appena pochi giorni, mentre Dvin, difesa dal generale sagide Nasr al-Subuki, resistette con successo all'assedio bizantino, finché le perdite crescenti costrinsero i Bizantini a levarlo. Allo stesso tempo, Thamal, l'emiro di Tarso, condusse vittoriose incursioni nell'Anatolia meridionale e neutralizzò Ibn al-Dahhak, un capo locale curdo che appoggiava i Bizantini. I Bizantini allora marciarono verso l'emirato qaysita nella regione del Lago Van nell'Armenia meridionale. Le truppe di Curcuas saccheggiarono la regione ed espugnarono le città di Khliat e Bitlis, dove si narra avessero sostituito il minbar della moschea con una croce. Gli Arabi implorarono invano aiuti al Califfo, inducendo un esodo di Musulmani dalla regione. Questa incursione, che si spinse a più di 500 chilometri (310 mi) di distanza dal territorio imperiale, si discostava dalla strategia difensiva adottata da Bisanzio nei secoli precedenti e mise in luce le potenzialità dell'esercito imperiale. Nonostante ciò, una carestia in Anatolia e le esigenze di condurre in concomitanza delle campagne in Italia meridionale indebolirono le forze a disposizione di Curcuas. Il suo esercito fu sconfitto e costretto al ritiro da Muflih, un ex ghulam sagide nonché governatore di Adharbayjan.
Nel 930, l'attacco di Melias a Samosata conobbe una sconfitta pesante; uno dei suoi figli fu catturato insieme ad altri ufficiali prominenti, e inviato a Baghdad. Più tardi, nello stesso anno, Giovanni e suo fratello Teofilo assediarono Teodosiopoli (odierna Erzurum), la capitale dell'emirato di Qaliqala. La campagna fu complicata dalle macchinazioni dei loro apparenti alleati, i sovrani iberici di Tao-Klarjeti. Infastiditi dall'estensione del controllo diretto bizantino adiacente alle proprie frontiere, gli Iberici avevano già fornito scorte alla città assediata. Una volta che la città fu investita, richiesero con veemenza che i Bizantini consegnassero loro alcune delle città espugnate, ma quando una di esse, il forte di Mastaton, fu consegnata, gli Iberici lo restituirono prontamente agli Arabi. Dal momento che Curcuas necessitava di tenere placati gli Iberici ed era consapevole che la sua condotta era tenuta sotto controllo dai principi armeni, non reagì a tale affronto. Dopo sette mesi di assedio, Teodosiopoli cadde nella primavera 931 e fu resa un vassallo tributario, mentre, secondo il De Administrando Imperio di Costantino VII, tutti i territori a nord del fiume Araxes furono assegnati al re iberico David II. Come a Melitene, il mantenimento del controllo bizantino su Teodosiopoli si rivelò difficoltoso e la popolazione rimase recalcitrante. Nel 939, essa si rivoltò ed espulse i Bizantini, e Teofilo Curcuas non riuscì a sottomettere la città fino al 949. Fu allora che fu annessa all'impero e la sua popolazione musulmana fu espulsa e rimpiazzata da coloni greci e armeni.

### Presa definitiva di Melitene
In seguito alla morte dell'emiro Abu Hafs, Melitene rinnegò la propria lealtà ai Bizantini. Dopo il fallimento di diversi tentativi di prendere la città d'assalto o con sotterfugi, i Bizantini stabilirono un anello di fortezze sulle colline intorno alla pianura di Melitene, e devastarono metodicamente la zona. Entro l'inizio del 931, gli abitanti di Melitene furono costretti a negoziare: essi accettarono di diventare tributari e si impegnarono inoltre a fornire un contingente militare ai Bizantini per le successive campagne.
Tuttavia gli altri stati musulmani non rimasero inattivi: nel marzo dello stesso anno, i Bizantini furono colpiti da tre incursioni consecutive in Anatolia, organizzate dal comandante abbaside Mu'nis al-Muzaffar, mentre ad agosto, una incursione imponente condotta da Thamal di Tarso si spinse in profondità fino ad Ancyra e Amorio e ritornò con prigionieri dal valore equivalente a 136 000 dinar d'oro. Nel frattempo, i Bizantini erano impegnati in Armenia meridionale, dove erano intervenuti in appoggio del sovrano di Vaspurakan, Gagik I, che aveva radunato i principi armeni locali e si era alleato con i Bizantini contro l'emiro di Adharbayjan. Ivi devastarono l'emirato qaysita e rasero al suolo Khliat e Berkri, prima di marciare in Mesopotamia ed espugnare di nuovo Samosata. Gagik non fu in grado di approfittarne per conquistare del territorio qaysita, tuttavia, in quanto Muflih per rappresaglia devastò i suoi domini. A questo punto, i Meliteni implorarono aiuto ai sovrani Hamdanidi di Mosul. In risposta, il principe hamdanide Sa'id ibn Hamdan attaccò i Bizantini e li costrinse al ritiro: Samosata fu evacuata, e nel novembre 931 la guarnigione bizantina si ritirò da Melitene. Sa'id, tuttavia, non fu in grado di permanere nella regione o di lasciarvi una guarnigione adeguata; una volta fatto ritorno a Mossul, i Bizantini fecero ritorno nella zona e ripresero sia il blocco di Melitene sia le loro tattiche della terra bruciata.

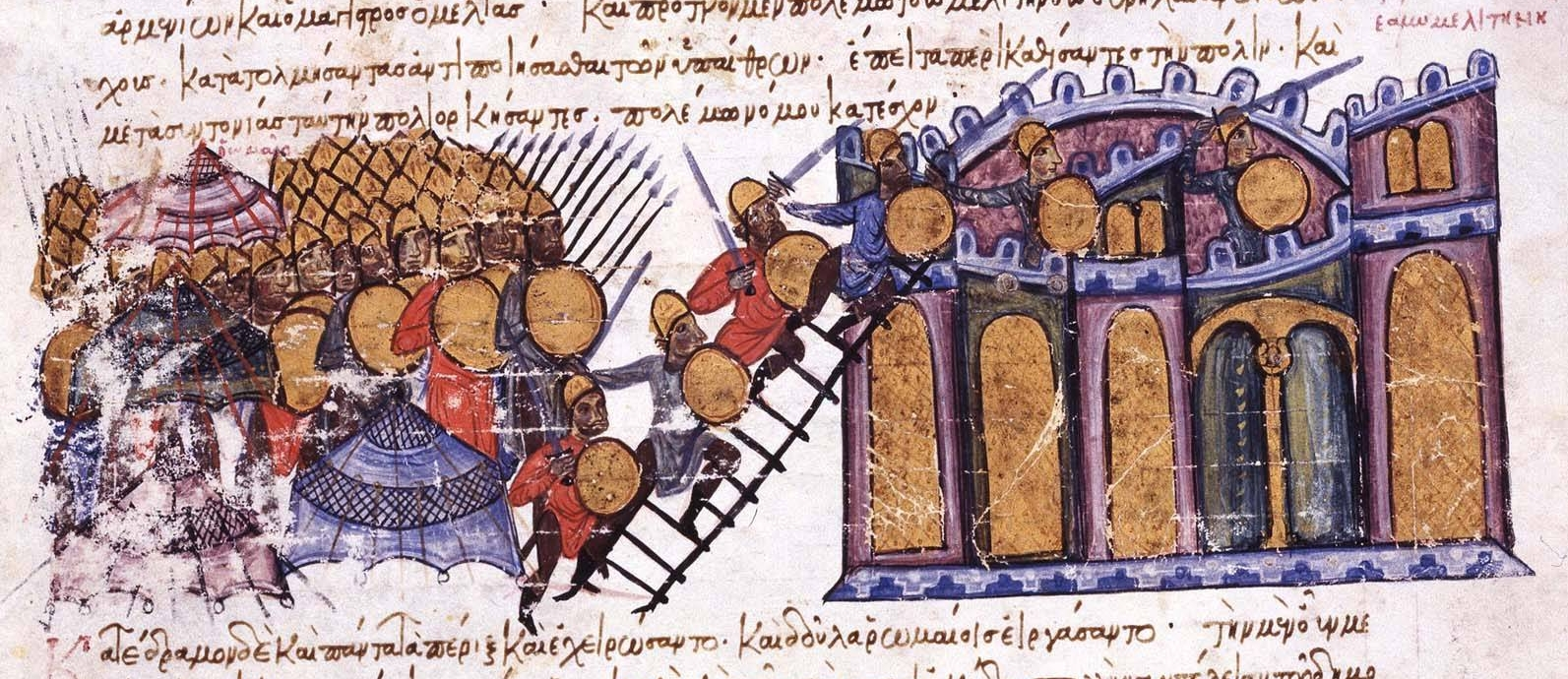
La caduta di Melitene (miniatura tratta dallo Scilitze di Madrid)

Le fonti non attestano alcuna campagna militare offensiva bizantina importante per il 932, in quanto l'Impero era intento nella repressione di due rivolte nel Thema Opsiciano. Nel 933 Curcuas rinnovò l'attacco a Melitene. Mu'nis al-Muzaffar inviò truppe in soccorso della città minacciata, ma negli scontri conseguenti, i Bizantini prevalsero prendendo molti prigionieri e l'esercito arabo tornò in patria senza essere riusciti a soccorrere la città. All'inizio del 934, alla testa di 50 000 uomini, Curcuas attraversò di nuovo la frontiera marciando su Melitene. Gli altri stati musulmani non inviarono aiuti, a causa dell'instabilità politica conseguente alla deposizione del califfo al-Qahir. Curcuas prese di nuovo Samosata e assediò Melitene. Molti degli abitanti della città l'avevano abbandonata alla notizia dell'avvicinarsi di Curcuas e la fame alla fine costrinse i rimanenti alla resa il 19 maggio 934. Conscio delle precedenti rivolte della città, Curcuas consentì agli abitanti di rimanere solo se erano cristiani o avessero accettato di convertirsi al Cristianesimo. La maggior parte lo fece, mentre il resto fu espulso per suo ordine. Melitene fu interamente annessa all'impero, e la maggior parte del suo terreno fertile fu trasformato in una proprietà fondiaria imperiale (kouratoreia). Si trattava di una mossa inusuale, implementata da Romano I per impedire alla potente aristocrazia terriera anatolica di impadronirsi del controllo della provincia. Era inoltre finalizzata a rafforzare la presenza imperiale diretta e il controllo sulle fondamentali nuove terre di confine.

### Ascesa degli Hamdanidi
La caduta di Melitene sconvolse profondamente il mondo musulmano: per la prima volta una importante città musulmana era caduta ed era stata annessa all'Impero bizantino. Curcuas diede seguito a tale successo sottomettendo delle parti del distretto di Samosata nel 936 e radendo la città al suolo. Fino al 938, la situazione in Oriente rimase relativamente tranquilla. Gli storici ritengono che i Bizantini fossero probabilmente concentrati con la completa pacificazione di Melitene, mentre gli emirati arabi, privati di qualunque supporto potenziale dal Califfato, erano riluttanti a provocarli.
Con il declino del Califfato e la sua ovvia incapacità di difendere le sue province di confine, una nuova dinastia locale, gli Hamdanidi, emerse come antagonista principale di Bisanzio in Giazira (Mesopotamia settentrionale) e Siria. Essi erano condotti da al-Hasan, noto come Nasir al-Dawla ("Difensore dello Stato"), e dal fratello minore Ali, meglio noto con il suo epiteto, Sayf al-Dawla ("Spada dello Stato"). Intorno al 935, la tribù araba di Banu Habib, sconfitti dagli Hamdanidi in ascesa, defezionò interamente ai Bizantini, convertendosi al Cristianesimo, e mettendo a disposizione dell'Impero i suoi 12 000 cavalieri. Essi furono insediati lungo la riva occidentale dell'Eufrate e posti a difesa dei cinque nuovi themata ivi creati: Melitene, Charpezikion, Asmosaton (Arsamosata), Derzene e Chozanon.
Il primo scontro tra i Bizantini e Sayf al-Dawla ebbe luogo nel 936, quando provò a liberare Samosata, ma una rivolta interna lo costrinse al ritiro. In una nuova invasione avvenuta nel 938, tuttavia, espugnò il forte di Charpete e sconfisse l'avanguardia di Curcuas, impadronendosi di una ingente quantità di bottino e costringendo Curcuas al ritiro. Nello stesso anno, fu firmato un accordo di pace tra Costantinopoli e il Califfato. Le negoziazioni vennero agevolate dal potere crescente degli Hamdanidi, che preoccupava entrambi gli schieramenti. Nonostante la pace ufficiale con il Califfato, non cessarono i conflitti ad hoc  tra i Bizantini e i sovrani musulmani locali, ora assistiti dagli Hamdanidi. I Bizantini tentarono di assediare Teodosiopoli nel 939, ma l'assedio venne levato alla notizia dell'avvicinarsi dell'esercito di Sayf al-Dawla venuto in soccorso della città.
A quell'epoca, i Bizantini avevano espugnato Arsamosata e altre località importanti strategicamente sulle montagne dell'Armenia sudoccidentale, ponendo una minaccia diretta agli emirati musulmani intorno al Lago Van. Per ribaltare la situazione, nel 940 Sayf al-Dawla avviò una campagna rimarchevole: partendo da Mayyafiriqin (la bizantina Martiropoli), attraversò il passo di Bitlis per invadere l'Armenia, dove prese diverse fortezze e ottenne la sottomissione dei signori locali, sia musulmani sia cristiani. Devastò i possedimenti bizantini intorno a Teodosiopoli e si spinse nei saccheggi fino a Koloneia sul Lykos, che assediò fino all'arrivo di Curcuas con un esercito che lo costrinse alla ritirata. Sayf al-Dawla non fu in grado di dare seguito a questo tentativo: fino al 945, gli Hamdanidi furono coinvolti nei sommovimenti interni al Califfato e negli scontri con i loro rivali nell'Iraq meridionale e con gli Ikhshididi in Siria.

### Incursione dei Rus' del 941
Il fatto che gli Hamdanidi fossero impegnati in altri fronti si rivelò una fortuna per Bisanzio. All'inizio dell'estate 941, mentre Curcuas si preparava a riprendere le campagne in Oriente, la sua attenzione fu distolta da un evento inaspettato: la comparsa di una flotta della Rus' di Kiev che devastò la regione circostante la stessa Costantinopoli. L'esercito e la marina bizantini erano assenti dalla capitale, e la comparsa improvvisa della flotta Rus' generò il panico tra la popolazione di Costantinopoli. Mentre la marina e l'esercito di Curcuas vennero richiamati, uno squadrone, allestito frettolosamente, di vecchie navi armate con fuoco greco e posto sotto il comando del protovestiarios Teofane sconfisse la flotta Rus' l'11 giugno, costringendola a rinunciare ad attaccare la città. I Rus' superstiti sbarcarono nelle coste della Bitinia e devastarono le campagne lasciate senza difesa. Il patrikios Barda Foca si precipitò nella zona con tutte le truppe a sua disposizione, contenne gli invasori, e attese l'arrivo dell'esercito di Curcuas. Al loro arrivo le truppe di Curcuas si avventarono sui Rus', che si erano dispersi per saccheggiare le campagne, sconfiggendoli pesantemente. I superstiti si ritirarono nelle loro navi ed effettuarono un tentativo di invadere la Tracia nel corso della notte. Durante la traversata, tuttavia, l'intera marina bizantina attaccò e annientò i Rus'.

### Campagne in Mesopotamia e recupero delMandylion

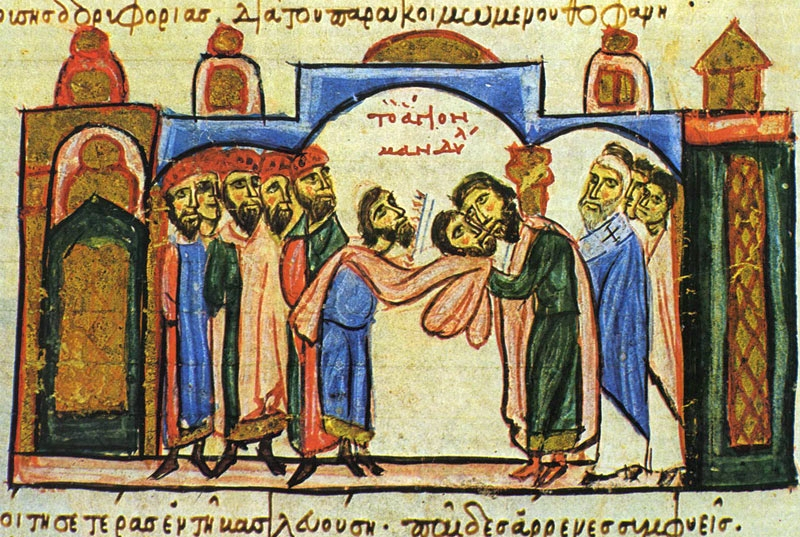
La consegna del Mandylion al parakoimomenos bizantino Teofane da parte degli Edesseni (dallo Scilitze di Madrid)

Una volta sconfitti i Rus', nel gennaio 942 Curcuas lanciò una nuova campagna in Oriente, che durò tre anni. Il primo territorio a essere assalito fu quello di Aleppo, che fu saccheggiato in larga parte: in occasione della caduta della città di Hamus, nei pressi di Aleppo, finanche fonti arabe riportano la cattura di 10–15 000 prigionieri da parte dei Bizantini. Nonostante una controffensiva minore per mano di Thamal o di uno dei suoi servi (ghilman) da Tarso nel corso dell'estate, in autunno Curcuas sferrò una ulteriore invasione. Alla testa di un esercito eccezionalmente imponente, ammontante a circa 80 000 uomini secondo fonti arabe, partì dalla alleata Taron per invadere la Mesopotamia settentrionale. Mayyafiriqin, Amida, Nisibis, Dara—luoghi che nessun esercito bizantino aveva raggiunto dai tempi di Eraclio I 300 anni prima—furono prese e devastate. L'obiettivo effettivo di queste campagne, tuttavia, era Edessa, dove era custodito il "Sacro Mandylion". Si trattava di un tessuto che si riteneva fosse stato usato da Gesù Cristo per lavarsi la faccia, lasciandovi un'impronta dei suoi lineamenti, e successivamente consegnato al re Abgar V di Edessa. Per i Bizantini, soprattutto in seguito alla conclusione del periodo iconoclasta e al ripristino della venerazione delle immagini, si trattava di una reliquia dal profondo significato religioso. Di conseguenza, il suo recupero avrebbe garantito al regime dei Lecapeno un considerevole aumento di popolarità e di legittimità.
Curcuas assaltò Edessa ogni anno dal 942 in poi e ne devastò le campagne, come aveva fatto in precedenza a Melitene, finché il suo emiro acconsentì a una pace, giurando di non prendere più le armi contro Bisanzio e di consegnare il Mandylion in cambio della restituzione di 200 prigionieri. Il Mandylion fu spedito a Costantinopoli, dove arrivò il 15 agosto 944, in occasione della festa della Dormizione della Theotokos. Fu organizzato un ingresso trionfale per la venerabile reliquia, che fu posta nella Chiesa della Vergine di Pharos, la cappella palatina del Gran Palazzo. Quanto a Curcuas, concluse la campagna saccheggiando Bithra (odierna Birecik) e Germanikeia (odierna Kahramanmaraş).

### Destituzione e riabilitazione
Nonostante tale trionfo, la caduta di Curcuas, nonché dell'imperatore suo amico e protettore, Romano I Lecapeno, era imminente. I due figli superstiti di età maggiore di Romano I, i co-imperatori Stefano e Costantino, erano invidiosi di Curcuas e avevano tentato in passato di tramare ai suoi danni, benché senza successo. In seguito al successo di Curcuas in Oriente, Romano I prese in considerazione di combinare un matrimonio tra la figlia del suo fidato generale e un esponente della famiglia imperiale. La figlia di Curcuas, Eufrosine, avrebbe dovuto sposare il nipote (abiatico) dell'imperatore, il futuro Romano II (r. 959-963), il figlio del genero e co-imperatore Costantino VII. Tuttavia tale unione, anche se avrebbe effettivamente rafforzato la lealtà dell'esercito, avrebbe al contempo rafforzato anche la posizione della legittima linea macedone, rappresentata da Costantino VII, a discapito delle pretese al trono dei figli dello stesso Romano. Prevedibilmente, Stefano e Costantino si opposero alla decisione e finirono per imporsi su loro padre, all'epoca ormai vecchio e malato, ottenendo la destituzione di Curcuas nell'autunno del 944.
Curcuas fu sostituito da un certo Pantherios, che fu quasi immediatamente sconfitto da Sayf al-Dawla a dicembre nel corso di un'incursione nei pressi di Aleppo. Il 16 dicembre, lo stesso Romano I fu detronizzato da Stefano e Costantino e rinchiuso in un monastero sull'isola di Proti. Alcune settimane dopo, il 26 gennaio, un ulteriore colpo di Stato detronizzò i due giovani Lekapenoi e ristabilì come imperatore unico Costantino VII. Lo stesso Curcuas sembrerebbe aver recuperato il favore imperiale: Costantino fornì il denaro necessario per la riparazione del palazzo di Curcuas che era stato danneggiato da un terremoto, e all'inizio del 946, il generale fu inviato con il magistros Kosmas a negoziare uno scambio di prigionieri con gli Arabi di Tarso. Nient'altro è noto su di lui.
La caduta dei Lekapenoi segnò la fine di un'epoca in termini di personalità, ma la politica espansionistica avviata da Curcuas fu portata avanti sotto i suoi successori, segnatamente il Domestico delle Scholae Barda Foca il vecchio, seguito da Niceforo Foca, che fu imperatore tra il 963 e il 969, e infine lo stesso pronipote di Curcuas, Giovanni Zimisce, che fu imperatore tra il 969 e il 976. Tutti costoro espansero la frontiera bizantina in Oriente, recuperando la Cilicia e la Siria settentrionale con Antiochia, e riducendo l'emirato hamdanide di Aleppo a protettorato bizantino.

## Giudizi
Curcuas viene considerato tra i più grandi generali bizantini sia dagli autori moderni sia dalle fonti stesse: cronisti bizantini più tardi lo esaltarono per aver riportato la frontiera imperiale sull'Eufrate, e in una storia coeva in otto libri, scritta da un protospatharios di nome Michele e andata perduta a parte un riassunto preservato in Teofane Continuato, viene definito "un secondo Traiano o Belisario". Secondo la Cronaca di Teofane Continuato:
(Cronaca di Teofane Continuato, Regno di Romano Lecapeno, 40.)
Le basi per i suoi successi erano state indubbiamente poste da altri: Michele III, che pose fine alla potenza di Melitene a Lalakaon; Basilio I, che annientò i Pauliciani; Leone VI il Saggio, che istituì il thema fondamentale di Mesopotamia; e l'imperatrice Zoe, che estese ancora una volta l'influenza bizantina in Armenia e fondò il thema di Lykandos. Furono tuttavia Curcuas e le sue campagne militari ad alterare incontrovertibilmente l'equilibrio di potere nel Medio Oriente settentrionale, mettendo al sicuro le province di frontiera dalle incursioni arabe e contribuendo a trasformare Bisanzio in una potenza espansionista. Secondo lo storico Steven Runciman: 
(Runciman 1988, p. 150.)